# كازونوري يوكوتا
كازونوري يوكوتا (باليابانية: 横田一則؛ بالكانا: よこた かずのり) هو فنان قتال مختلط ياباني، ولد في 3 أبريل 1978 في فوناباشي في اليابان.

## وصلات خارجية
- كازونوري يوكوتا على موقع شيردوغ (الإنجليزية)
- كازونوري يوكوتا على موقع IMDb (الإنجليزية)